# Franz von Elsholtz
Franz von Elsholtz (Berlin, 1791. október 1. – München, 1872. január 22.) német költő.

## Élete
1813-ban önkéntesként belépett a hadseregbe. Münchenben 1837-től szász követségi tanácsos volt. Rövid ideig, 1827-től 1830-ig igazgatta a gothai színházat. Sokat írt, de művei csak kis körben keltettek figyelmet. Wanderungen durch Köln (1820); Der neue Achilles (1821, a görögök szabadságharcából); Komm her! (1823, vígjáték); Die Hofdame (1825, vígjáték, melyről Goethe ismertetést írt); Cordova (szomorújáték) stb. Összegyüjtött színművei: Schauspiele (1835-54, 3 kötet). Ezeken kívül van két operája: Der Doppelprocess (zenéje Alois Schmitt-től) és Tony, der Schutz (zenéje Ernst Coburg-Gothai hercegtől); Gedichte (1834); Politische Novellen (1838); Ansichten u. Umrisse aus den Reisemappen zweier Freunde (1830-31, 2 kötet) stb. Behatóan jellemzi Goedeke, Grundriss III. 577-80.